# Women's Emirates Invitational 7s 2021 (segunda edición)
El Seven Femenino de Dubái del 2021 fue la segunda edición del torneo de rugby 7 organizado por la United Arab Emirates Rugby Federation y auspiciado por World Rugby.
Se disputó entre el 8 y 9 de abril en las instalaciones del The Sevens Stadium de Dubái, Emiratos Árabes Unidos.
El torneo se disputó con la finalidad de retomar la acción de los seleccionados y servir como preparación para los Juegos Olímpicos de Tokio.

## Equipos participantes
- Brasil
- Canadá
- Estados Unidos
- Francia
- Japón
- Kenia

## Resultados
| Pos. | Equipo         | Encuentros | Encuentros | Encuentros | Encuentros | Tantos  | Tantos    | Tantos     | Puntos |
| Pos. | Equipo         | jugados    | ganados    | empatados  | perdidos   | a favor | en contra | diferencia | Puntos |
| ---- | -------------- | ---------- | ---------- | ---------- | ---------- | ------- | --------- | ---------- | ------ |
| 1    | Francia        | 5          | 4          | 0          | 1          | 146     | 46        | +100       | 13     |
| 2    | Canadá         | 5          | 4          | 0          | 1          | 139     | 46        | +93        | 13     |
| 3    | Estados Unidos | 5          | 4          | 0          | 1          | 110     | 55        | +55        | 13     |
| 4    | Brasil         | 5          | 2          | 0          | 3          | 75      | 148       | -73        | 9      |
| 5    | Kenia          | 5          | 0          | 1          | 4          | 42      | 100       | -58        | 6      |
| 6    | Japón          | 5          | 0          | 1          | 4          | 29      | 126       | -97        | 6      |

Nota: Se otorgan 3 puntos al equipo que gane un partido, 2 al que empate y 1 al que pierda

### Partidos

#### Primer día
| 8 de abril | Francia | 12 - 14 | Estados Unidos |  |  |

| 8 de abril | Canadá | 22 - 5 | Kenia |  |  |

| 8 de abril | Japón | 14 - 24 | Brasil |  |  |

| 8 de abril | Francia | 31 - 5 | Kenia |  |  |

| 8 de abril | Estados Unidos | 31 - 14 | Brasil |  |  |

| 8 de abril | Canadá | 28 - 0 | Japón |  |  |

| 8 de abril | Francia | 31 - 12 | Brasil |  |  |

| 8 de abril | Estados Unidos | 12 - 19 | Canadá |  |  |

| 8 de abril | Kenia | 10 - 10 | Japón |  |  |

#### Segundo día
| 9 de abril | Francia | 29 - 10 | Canadá |  |  |

| 9 de abril | Kenia | 12 - 15 | Brasil |  |  |

| 9 de abril | Estados Unidos | 31 - 0 | Japón |  |  |

| 9 de abril | Brasil | 0 - 60 | Canadá |  |  |

| 9 de abril | Francia | 43 - 5 | Japón |  |  |

| 9 de abril | Kenia | 10 - 22 | Estados Unidos |  |  |

## Fase Final

### Final quinto puesto
| 9 de abril | Kenia | 0 - 43 | Japón |  |  |

### Final tercer puesto
| 9 de abril | Estados Unidos | 26 - 19 | Brasil |  |  |

### Final
| 9 de abril | Francia | 17 - 12 | Canadá |  |  |

| Bandera de Francia |
| Campeón Francia    |
| Primer título      |